# Sundwigerbach
Sundwigerbach ist als Teil der ehemals selbstständigen Gemeinde Sundwig seit den preußischen Gebietsreformen 1929 ein Ortsteil der Gemeinde, seit 1936 der Stadt Hemer.
Sundwigerbach liegt im Süden Sundwigs im Stephanopeler Tal an der Kreisstraße 32. Nächstgelegene Ortslagen sind Grüntal und Wenhagen im Norden sowie Winterhof im Süden.
In Sundwigerbach, das von einem geschlossenen Waldgebiet umgeben wird, liegt bis heute die 1904 als Gebrüder Graumann gegründete Drahtwarenfabrik. Südlich der kleinen Siedlung gibt es die Wassergewinnungsanlage „Krim“ der Stadtwerke Hemer. Durch den Ortsteil fließt der Sundwiger Bach.